# Mělnická kotlina
Mělnická kotlina je geomorfologický podcelek v severozápadní části Středolabské tabule ležící v okresech Mělník, Nymburk, Mladá Boleslav a Praha-východ Středočeského kraje a v okrese Litoměřice Ústeckého kraje.

## Poloha a sídla

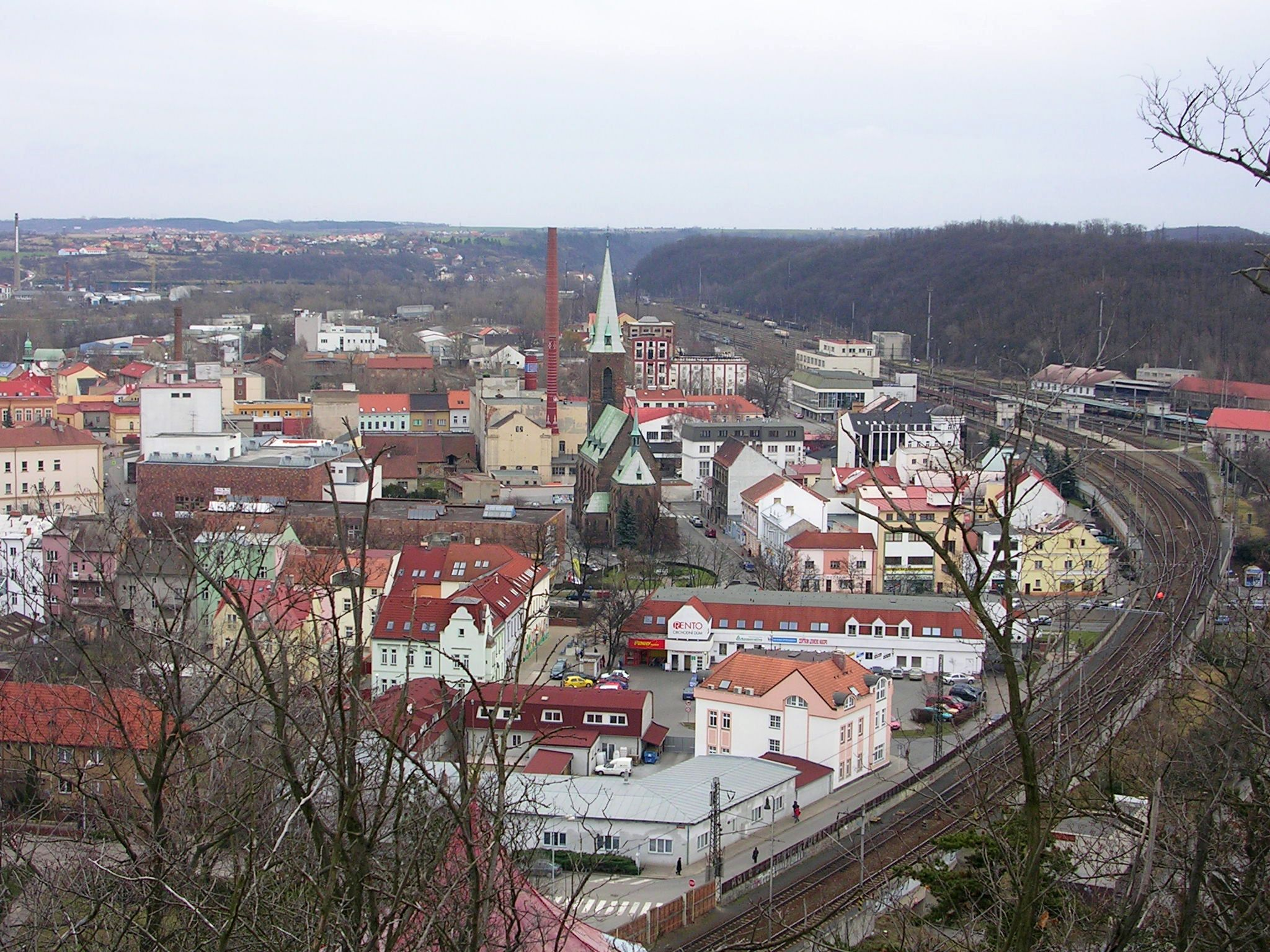
Vltavská niva u Kralup

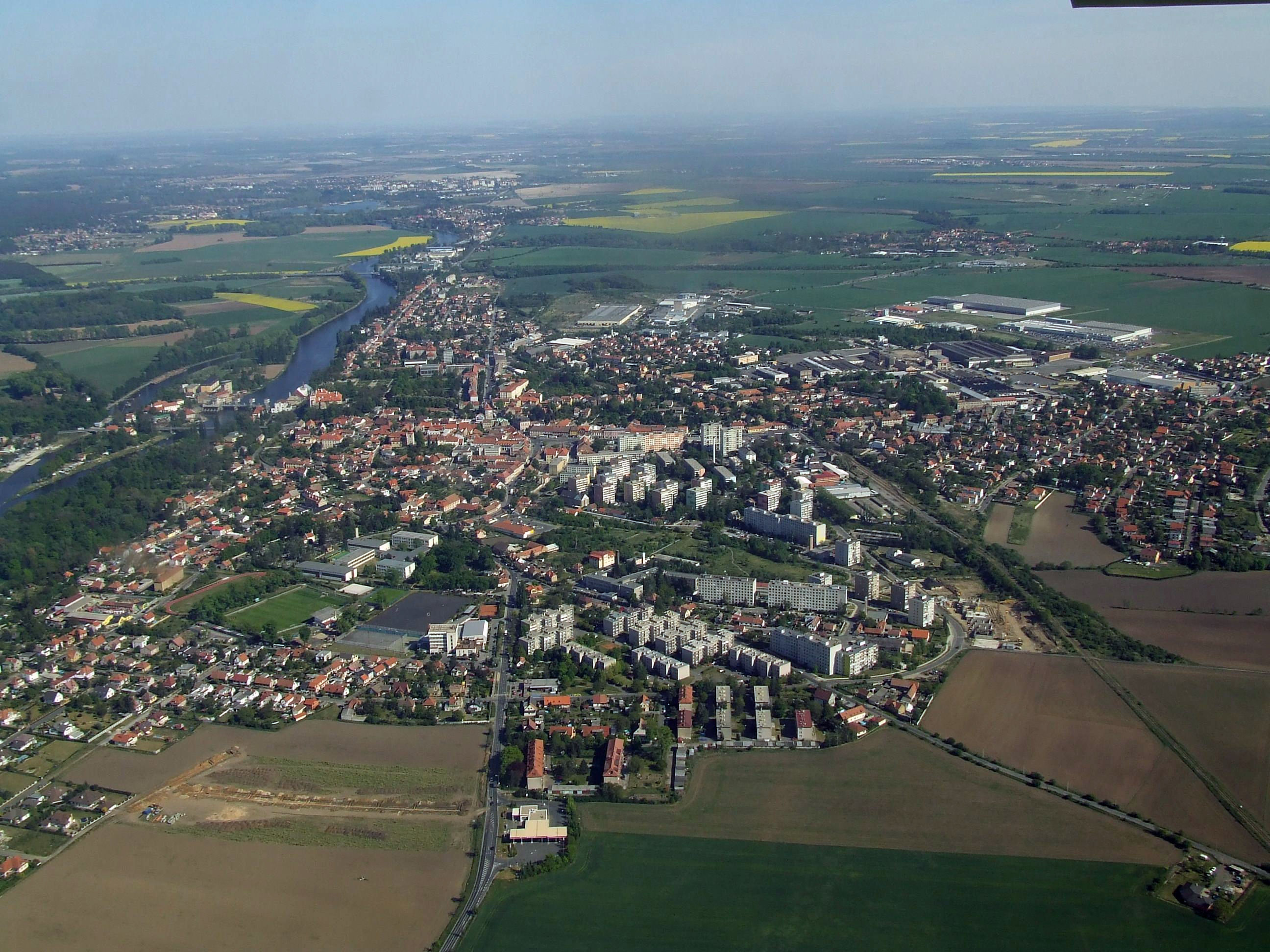
Labská niva u Brandýsa

Území podcelku se rozkládá zhruba mezi městy Kralupy nad Vltavou na západě, Liběchov na severu, Lysá nad Labem na východě a Český Brod na jihovýchodě. Dále do podcelku zasahují, nebo zcela uvnitř leží města Mělník, Neratovice, Brandýs nad Labem-Stará Boleslav a Čelákovice.

## Geomorfologické členění
Podcelek Mělnická kotlina (dle značení Jaromíra Demka VIB–3C) náleží do celku Středolabská tabule. Dále se člení na okrsky Lužecká rovina (VIB–3C–1) na severozápadě, Staroboleslavská rovina (VIB–3C–2) v centru a na východě, Všetatská pahorkatina (VIB–3C–3) na severu, Labsko-vltavská niva (VIB–3C–4) protínající jednotku, Vojkovická rovina (VIB–3C–5) na západě, Kostelecká rovina (VIB–3C–6) na jihu a Čelákovická pahorkatina (VIB–3C–7) na jihovýchodě.
Podle členění Balatky a Kalvody má Mělnická kotlina jen 3 okrsky, které jsou územně rozsáhlejší (Lužecká kotlina, Staroboleslavská kotlina, Všetatská pahorkatina).
Kotlina sousedí s dalšími podcelky Středolabské tabule (Nymburská kotlina na východě a Českobrodská tabule na jihu) a s celky Jizerská tabule na severu a Dolnooharská tabule na západě.
Kompletní geomorfologické členění celé Středolabské tabule uvádí následující tabulka:
| Geomorfologické členění Středolabské tabule                            | Geomorfologické členění Středolabské tabule | Geomorfologické členění Středolabské tabule |
| ---------------------------------------------------------------------- | ------------------------------------------- | ------------------------------------------- |
| ČESKÁ VYSOČINA • Česká tabule • Středočeská tabule                     |                                             |                                             |
| NYMBURSKÁ KOTLINA                                                      | Sadská rovina                               |                                             |
| NYMBURSKÁ KOTLINA                                                      | Milovická tabule                            |                                             |
| NYMBURSKÁ KOTLINA                                                      | Poděbradská rovina                          |                                             |
| NYMBURSKÁ KOTLINA                                                      | Ovčárská pahorkatina                        | Oškobrh (287 m)                             |
| NYMBURSKÁ KOTLINA                                                      | Středolabská niva                           |                                             |
| ČÁSLAVSKÁ KOTLINA                                                      | Žehušická kotlina                           |                                             |
| ČÁSLAVSKÁ KOTLINA                                                      | Ronovská tabule                             | U Písku (341 m)                             |
| ČÁSLAVSKÁ KOTLINA                                                      | Labsko-klejnárská niva                      |                                             |
| MĚLNICKÁ KOTLINA                                                       | Lužecká rovina                              |                                             |
| MĚLNICKÁ KOTLINA                                                       | Staroboleslavská rovina                     |                                             |
| MĚLNICKÁ KOTLINA                                                       | Všetatská pahorkatina                       |                                             |
| MĚLNICKÁ KOTLINA                                                       | Labsko-vltavská niva                        |                                             |
| MĚLNICKÁ KOTLINA                                                       | Vojkovická rovina                           | Dřínov (247 m)                              |
| MĚLNICKÁ KOTLINA                                                       | Kostelecká rovina                           |                                             |
| MĚLNICKÁ KOTLINA                                                       | Čelákovická pahorkatina                     |                                             |
| MRLINSKÁ TABULE                                                        | Královéměstecká tabule                      |                                             |
| MRLINSKÁ TABULE                                                        | Rožďalovická tabule                         | Ostrá hůrka (278 m)                         |
| ČESKOBRODSKÁ TABULE                                                    | Kojetická pahorkatina                       |                                             |
| ČESKOBRODSKÁ TABULE                                                    | Čakovická tabule                            |                                             |
| ČESKOBRODSKÁ TABULE                                                    | Bylanská pahorkatina                        |                                             |
| ČESKOBRODSKÁ TABULE                                                    | Kouřimská tabule                            | Dílce (366 m)                               |
| ČESKOBRODSKÁ TABULE                                                    | Kolínská tabule                             |                                             |
| PROVINCIE • Subprovincie • Oblast / Celek / PODCELEK • Okrsek • Vrchol |                                             |                                             |

## Nejvyšší vrcholy
Nejvyšším vrcholem Mělnické kotliny je Dřínov (247 m n. m.).
- Dřínov (247 m), Vojkovická rovina
- Cecemín (238 m), Všetatská pahorkatina
- Záboří (229 m), Všetatská pahorkatina
- Šibeňák (205 m), Čelákovická pahorkatina
- Jenišovický vrch (188 m), Lužecká rovina